# 透明
透明（）とは、物体の反対側や内部にあるものが透けて見えること。極端な場合には間にある物体が存在しないかのように感じられる。また曇ったり、歪んだりはしているが透けて見えることを半透明という。

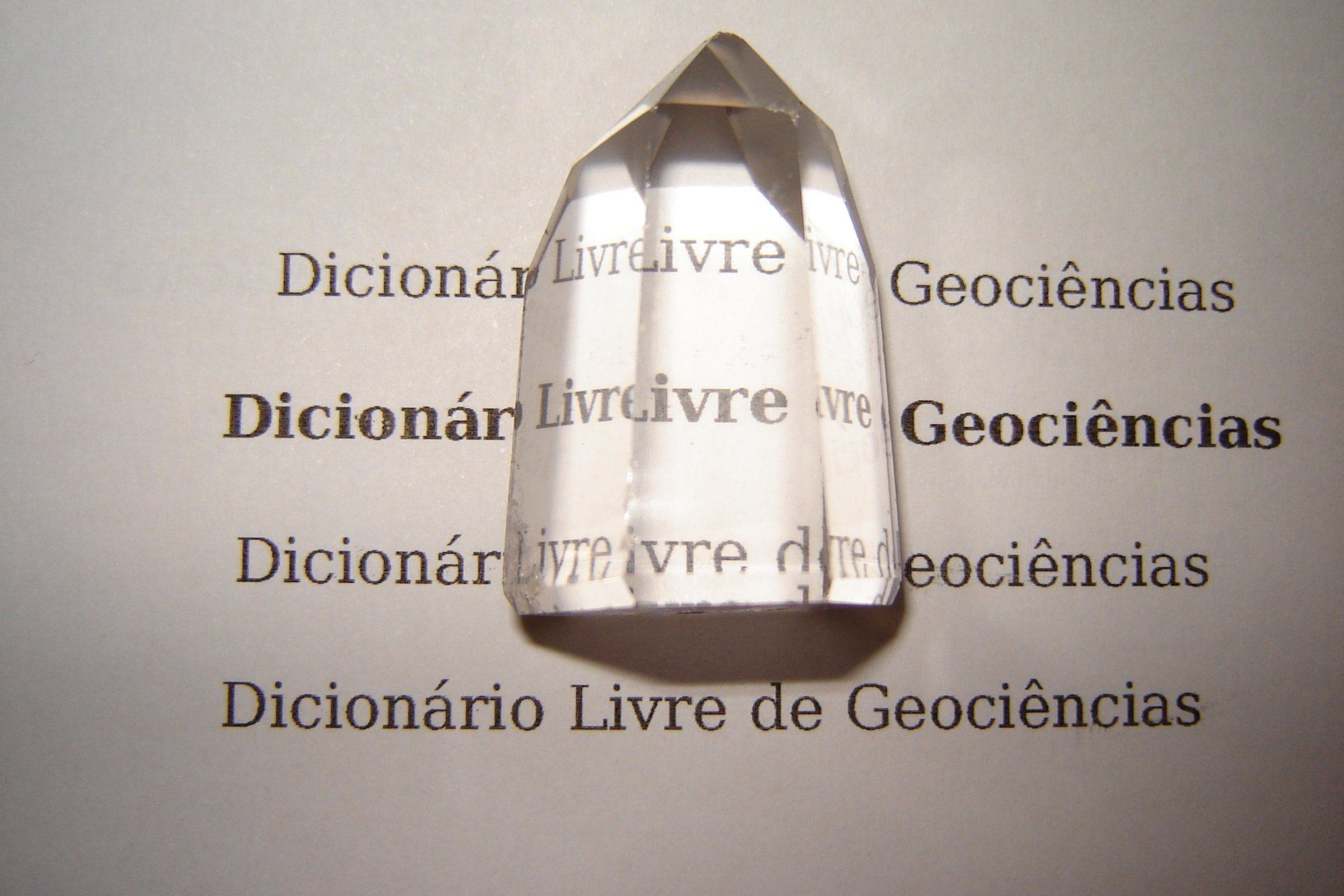
透明な水晶

転じて「透明な」「透明性」などの形で、比喩として様々な意味・文脈でも用いられる概念である。特に行政や企業の運営状況等の公開に関連して「透明性」の語が用いられる。

## 透明の意味

### 光が透過すること
一般に「透明」とは光（可視光線）に対してのことを言う。そして光は電磁波の一種であるので科学的に一般化して、ある物質がある電磁波に対して「透明である」とは、その物質と電磁波との間に相互作用が起こらず、電磁波の吸収および散乱が生じないということを意味する。
ある物質が電磁波を吸収する場合、その物質は吸収した波長の補色に色づいて見える。例えば、葉緑素は赤色に相当する680–700 nmの波長の光を吸収するため、補色の緑色に見える。

### 濁っていないこと
また、ある物質が電磁波を散乱する場合にも、その物質は色づいて見える。散乱は物質が電磁波の波長と同等の単位構造をもつときに生じる。例えば水は可視光線を吸収しないためまとまった量では透明に見えるが、細かい粒子になると光を散乱するため不透明となる。霧や湯気が白くみえるのはこのためである。
したがって、透明であるかどうかという評価は、対象とする電磁波の波長を特定しないと行うことができない。窓ガラスなどは可視光線に対してはほぼ透明であるが、紫外線はあまり透過しないため、紫外線を感知する生物にとっては透明とはいえない。反対に、もしX線を感知する生物がいるとすれば、ヒトは半透明な生物として観察されるであろう。

## 透明なもの

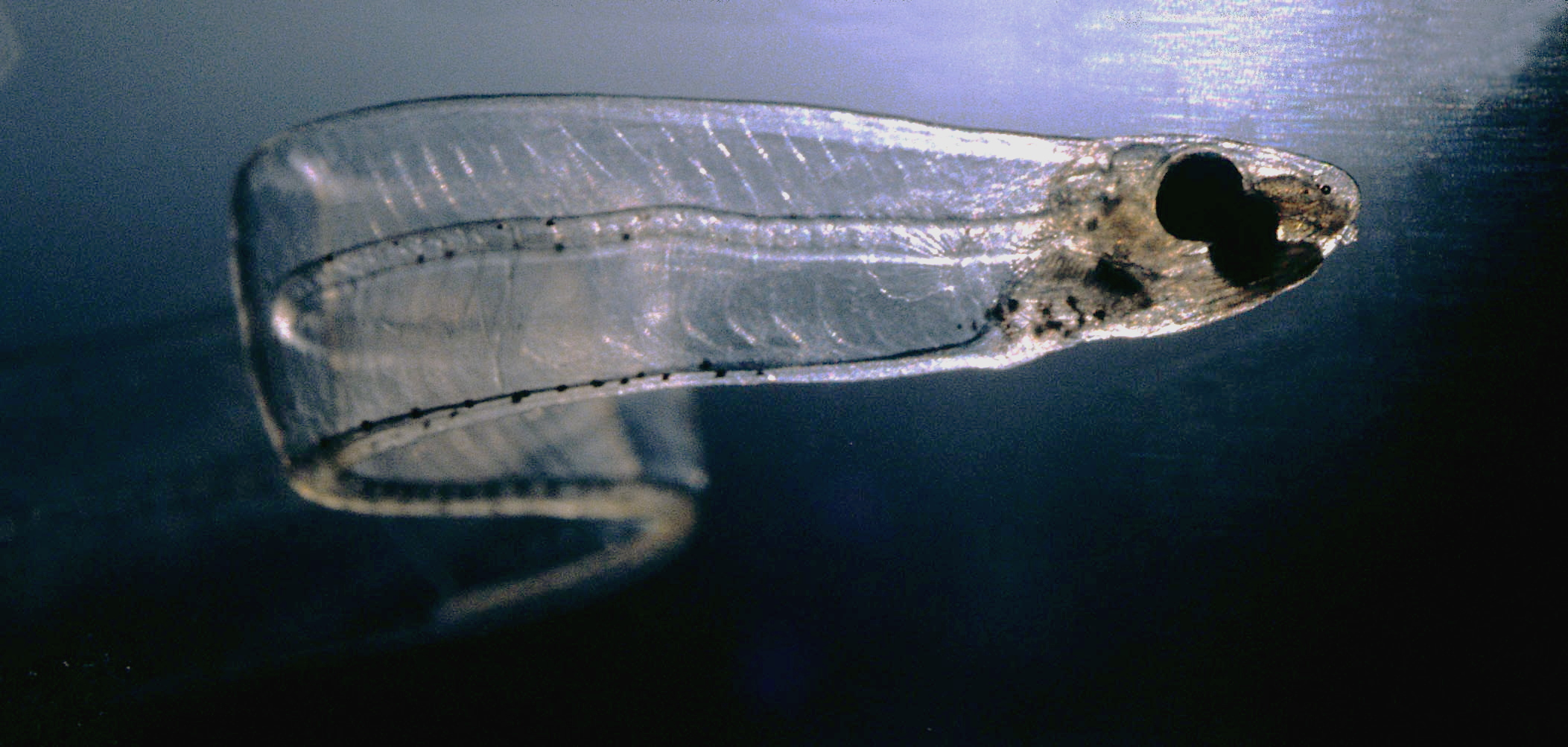
ウナギなどのレプトケファルスは透明である

透明な生物は種々存在し、クラゲや魚（グラスフィッシュなど）、サボテンの内部組織などが挙げられる。人体の中では、透明なものに羊膜、角膜、水晶体、半透明なものとして爪があるが、皮膚科的には爪母が乳白色であるのに反し、爪が半透明であることが論じられた。透明ということは、物質が特に密になっているもので、内部反射もない。もし空気があれば、そこから反射するので白っぽくなる。すりガラスに水を注ぐと反射がなくなり透明になる。薄いシャツなどを着て、水に濡れると内部が透けてみえるのはこの理由による。
死んだ生物の標本や組織を薬品で透明化しての観察も行われている。骨格を目立たせる透明骨格標本はその一例である。理化学研究所などは、より精密な研究にも利用できる透明化試薬を開発している。
透明な材料は製造に高い技術を必要とする。ガラス製の容器や宝飾品も、大量生産が可能となる以前は貴重な存在だった。現代においては、一般的なガラスのほかポリ袋、ラッピングフィルムのような透明な合成樹脂は安価に量産できる。純度や耐久力が高く、大きな透明材料を作るのは難しいが、科学技術の発展によって様々な透明素材が開発・製造されるようになった。現在では水族館の水槽に使用されるアクリル樹脂や、光ファイバーに使用される石英ガラスなど、透明度が非常に高い素材が作られている。
ビッグバン理論によると、宇宙はできてからしばらくは不透明であった。

## 単位

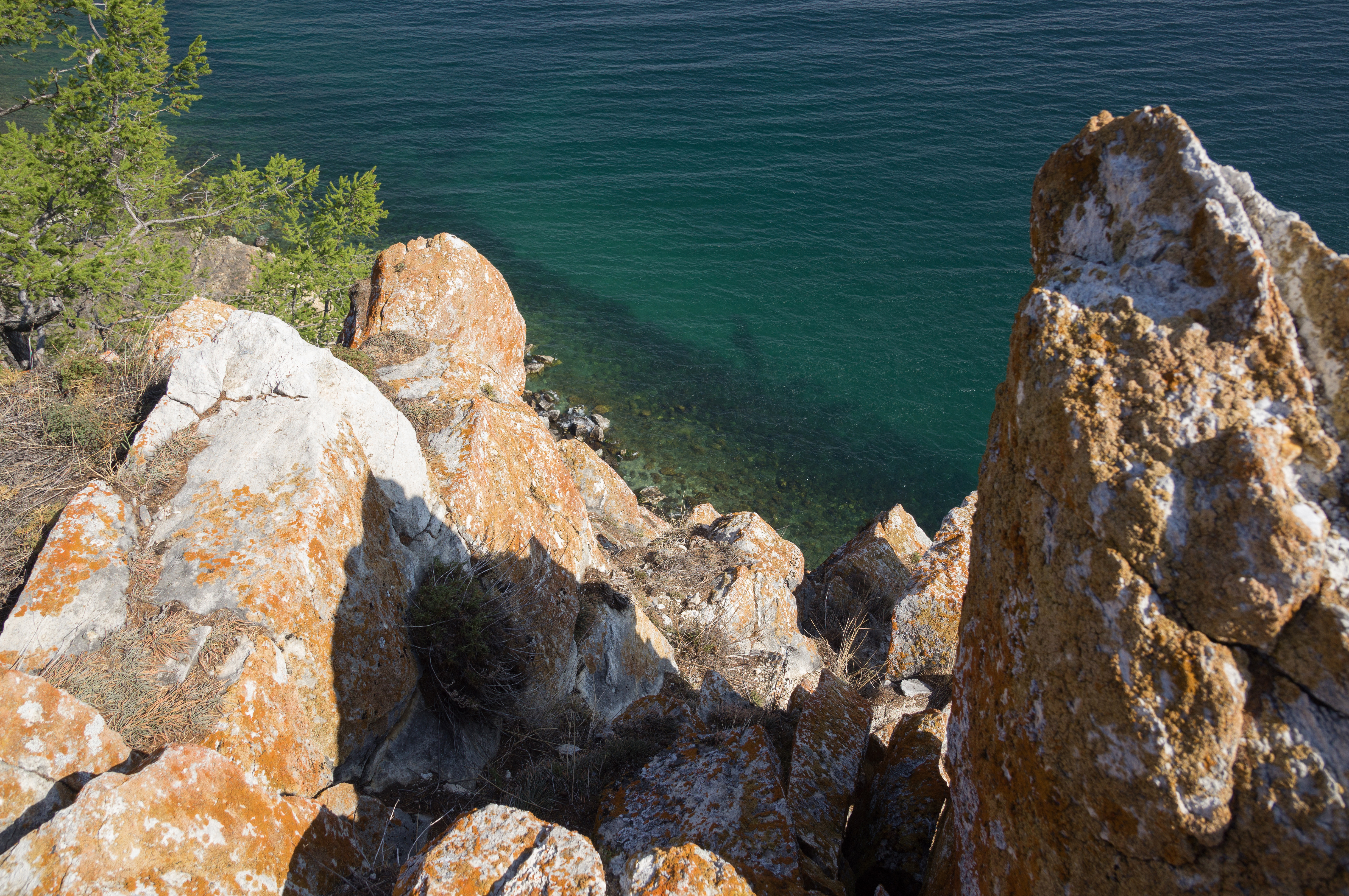
世界一透明度が高いと言われるバイカル湖

ある物質の透明さを評価する単位としては、湖沼の水質評価などの簡易的な目的で使用されるメートル (m) 、学術分野で使用される透過率や光学的深さ、光ファイバーなどを定量的に評価するために使用されるデシベル毎キロメートル (dB/km) がある。
湖沼などでの透明度は、直径30cmの白色円板（セッキー円盤）を水中に沈め、肉眼により水面から識別できる限界の深さを言う。どこでも簡単に測定することができるが、肉眼による測定であるため個人差が大きい。日本の湖でも透明度の高い摩周湖は、透明度約20mである。
ガラスなど、一般的な材料の透明度は、特定の厚さの材料での入射光と透過光の強度比を百分率で表した透過率で表す。透過率は対象とする光の波長によって異なるため、どの波長で測定したかを明記する。可視光線の場合、550nmでの透過率を基準とすることが多い。
光ファイバーなど、きわめて透過性の高い材料を評価するには、ある波長の光が物質中を1キロメートル進んだとき、どの程度の光が「損失」されたかをデシベルで表す。空気の透明度はほぼ0dB/km、アクリル樹脂で約100–200dB/km、普通の窓ガラスで約1000dB/km程度である。

## フィクションでの透明
「透明になれたら」という空想は古来、洋の東西をとわず広く存在する。たとえば妖精やコロポックルが姿を隠す話、天狗の隠れ蓑の話など、民話では姿を隠していたずらや悪さをするものの存在が語られている。
近代になると、SFやホラーの世界において、フィッツ＝ジェイムズ・オブライエン『あれは何だったのか』（1859年）、H・G・ウェルズの『透明人間』（1897年）のような架空の怪物やガジェットとしての「透明な存在」が発想され、以来、小説や映画で度々取り上げられる題材となった。こうしたフィクションにおける透明の理屈付けは、「その生物・物体を可視光線が透過する」「異次元的な存在であるため体色を人間の視覚が捉えられない」「幻術や特殊能力で見る側に居ないと思わせている」「擬態や光学迷彩により周囲・背後の光景に紛れている」などとされる。
光学迷彩のように、現実の科学技術がSFにおける「透明」をある程度実現しつつある分野もある。
現実には、完全に透明な存在というのは不可能である。よくある指摘として、もし透明人間が存在したとすると、眼球が100%光を透過してしまうため理論上は目が見えないことになる、というのがある。見えるようにするためには、光を眼球で屈折させ、網膜で吸収させる必要がある。これらの組織を透明にすることができたとしても、光が屈折・吸収されているため、「そこに何かがある」ということがわかってしまう。